# Duxbury (condado de Plymouth)
Duxbury es un lugar designado por el censo ubicado en el condado de Plymouth en el estado estadounidense de Massachusetts. En el Censo de 2010 tenía una población de 1.802 habitantes y una densidad poblacional de 261,56 personas por km².

## Geografía
Duxbury se encuentra ubicado en las coordenadas 42°2′40″N 70°40′45″O / 42.04444, -70.67917. Según la Oficina del Censo de los Estados Unidos, Duxbury tiene una superficie total de 6.89 km², de la cual 5.72 km² corresponden a tierra firme y (16.99%) 1.17 km² es agua.

## Demografía
Según el censo de 2010, había 1.802 personas residiendo en Duxbury. La densidad de población era de 261,56 hab./km². De los 1.802 habitantes, Duxbury estaba compuesto por el 98.45% blancos, el 0.28% eran afroamericanos, el 0.06% eran amerindios, el 0.72% eran asiáticos, el 0.06% eran isleños del Pacífico, el 0.11% eran de otras razas y el 0.33% pertenecían a dos o más razas. Del total de la población el 0.72% eran hispanos o latinos de cualquier raza.